# Crataegus perjucunda
Crataegus perjucunda är en rosväxtart som beskrevs av Charles Sprague Sargent. Crataegus perjucunda ingår i Hagtornssläktet som ingår i familjen rosväxter. Inga underarter finns listade i Catalogue of Life.